# Var det mord?
 For alternative betydninger, se Var det mord? (flertydig). (Se også artikler, som begynder med Var det mord?)
Var det mord? (engelsk titel: Sparkling Cyanide), udgivet 1945, er en roman af Agatha Christie, som ikke har en af de sædvanlige detektiver til at forestå opklaringen. Opklaringen er til dels på amatørbasis, men støttes af oberst Race, som her har sin sidste optræden i en roman af Christie.

## Handling
George Barton søger at bevise, at hans hustrus død var mord og ikke som antaget, selvmord. Hans undersøgelse af sagen ender med et nyt dødsfald, og alt tyder på, at der er en forbindelse mellem de to hændelser. Iris, der er søster til Rosemary,  er tilsyneladende også i livsfare, så opklaringen bliver en kamp mod tiden.

## Anmeldelser
Var det mord? fik generelt fine anmeldelser, selv om et væsentligt spor forekommer lidt for tydeligt. Det er derfor sandsynligt, at den kyndige Christie-læser kan gætte opklaringen ret tidligt i handlingsforløbet  Førsteudgaven blev solgt i 30.000 eksemplarer, hvilket ansporede forlaget til at præsentere den som bestseller.

## Bearbejdning
I 1983 indspilledes Sparkling Cyanide som TV – episode. 
I 2003 blev den indspillet i en ny version. 